# Lisa Takeba
Pour les articles homonymes, voir Takeba.
Lisa Takeba (竹葉 リサ, Takeba Risa) est une réalisatrice et scénariste japonaise, née en 1983 dans la préfecture de Kōchi.

## Biographie
Lisa Takeba est née en 1983 dans la préfecture de Kōchi. Elle a fait des études de littérature anglaise à l'Université pour femmes du Japon à Tokyo.
Elle a écrit le scénario d'un jeu pour Nintendo DS,. Elle est aussi l'auteure de romans publiés sur téléphone mobile,. Au début des années 2010, elle réalise trois courts métrages.
En 2014, elle tourne son premier long métrage, The Pinkie (ja) (Samayou koyubi) , en seulement six jours. Ce film remporte deux récompenses, dont le Grand Prix, lors du Festival international du film fantastique de Yubari.
Son deuxième long métrage, Haruko's Paranormal Laboratory (Haruko chōjō genshō kenkyūjo), est notamment sélectionné dans la compétition officielle du Festival de Rotterdam en 2015 et présenté lors du Festival de Moscou. Elle y dirige notamment Aoi Nakamura, Fumiyo Kohinata et Takumi Saito.
Elle a également réalisé des publicités et des clips,, comme celui de Kimi ga watashi o dame ni suru de la chanteuse Nagisa Kuroki (ja) en 2015.

## Style et influences
Lisa Takeba dit aimer l'absurde et cite parmi ses influences les films Les Enfants du ciel, Kamikaze Taxi (en), Luna Papa et Le Tambour. Elle est également amatrice de comics de science-fiction.

## Filmographie
Sauf indication contraire, les informations mentionnées dans cette section peuvent être confirmées par la base de données cinématographiques IMDb,  présente dans la section « Liens externes ».
- 2010 : Summer Bookmobile (夏の移動図書館, Natsu no idōtoshokan?) (court métrage)
- 2011 : The World's Most Beautiful Dictionary (世界で一番美しい辞書, Sekai de ichiban utsukushī jisho?) (court métrage)
- 2012 : Wandering Alien Detective Robin (さすらいのエイリアン 私立探偵ロビン, Sasurai no eirian: Shiritsu tantei Robin?) (court métrage)
- 2014 : The Pinkie (ja) (さまよう小指, Samayou koyubi?)
- 2015 : Haruko's Paranormal Laboratory (春子超常現象研究所, Haruko chōjō genshō kenkyūjo?)
- 2015 : Kimi ga watashi o dame ni suru (clip de la chanson de Nagisa Kuroki (ja))[6]
- 2019 : Les Voleurs de chevaux (オルジャスの白い馬, Orujasu no shiroi uma?), coréalisé avec Yerlan Nurmukhambetov[8],[9]
- 2019 : Signal 100 (シグナル１００, Shigunaru 100?)

## Distinctions
Sauf indication contraire, les informations mentionnées dans cette section peuvent être confirmées par la base de données cinématographiques IMDb,  présente dans la section « Liens externes ».
- Festival international du film de SoHo 2012 : en compétition pour le prix du court métrage pour The World's Most Beautiful Dictionary
- Festival de Rotterdam 2014 : en compétition pour le prix Netpac pour The Pinkie (ja)
- Festival du film fantastique de Yubari 2014 : Prix Shinega et Grand Prix pour The Pinkie[5],[10]
- Festival de Rotterdam 2015 : en compétition pour le Tigre d'or et le prix Netpac pour Haruko's Paranormal Laboratory